# Pietro Rende
Pietro Rende (Cosenza, 25 giugno 1938) è un politico italiano.

## Biografia
Già consigliere regionale in Calabria con la Democrazia Cristiana, è stato parlamentare alla Camera dei deputati per tre legislature dal 1972 al 1983.